# حینون
حینون یک منطقهٔ مسکونی در الجزایر است که در ناحیه عین صالح واقع شده‌است. حینون ۲۹۸ متر بالاتر از سطح دریا واقع شده‌است.